# Les Aventuriers du Kilimandjaro
Pour plus de détails, voir Fiche technique et Distribution.
Les Aventuriers du Kilimandjaro (Killers of Kilimanjaro) est un film britannique réalisé par Richard Thorpe, sorti en 1959.

## Synopsis
À la fin du 19ème siècle, Robert Adamson, un ingénieur pour la Mombassa Railroad Company, voyage vers l'Afrique pour travailler au chemin de fer qui traverse le veld en direction du Lac Victoria. Sur le même bateau, se trouvent Jane Carlton, à la recherche de son père et de son fiancé qui travaillaient pour la même compagnie et qui sont portés disparus, et Pasha, un jeune Arabe qui retourne chez lui après des études en Angleterre. Jane et Robert sont accueillis à Mombasa par "Hooky" Hook. Ce dernier leur explique qu'ils ont disparu près du territoire d'une tribu hostile, les Warush. Lorsque Hooky suggère que des esclavagistes arabes puissent être impliqués, Robert décide d'aller voir leur chef Ben Ahmed. Il y est accueilli par Pasha, qui s'avère être le fils de Ben Ahmed. Robert est reçu par Ben Ahmed et Gunther, qui construit une ligne de chemins de fer concurrente dans le but de transporter des esclaves vers la côte. Robert demande à Ben Ahmed de l'aider à recruter des porteurs mais ce dernier refuse et propose au contraire à Robert de travailler pour eux. Robert rejette leur offre et s'en va.
N'arrivant pas à recruter un seul porteur, Robert décide d'engager des prisonniers. À son retour à l'hôtel, il informe Jane que ce voyage est trop dangereux pour elle, mais elle veut y aller quand même. Le lendemain, alors qu'ils sont en train de charger les wagons, ils sont attaqués par des hommes, à la recherche de Pasha qui s'est caché dans le train pour échapper à son père après s'être opposé au trafic d'esclaves. Une explosion sur la voie va les obliger à continuer à pied. Cette nuit-là, un lion attaque la campement et tue un porteur. Le lendemain, ils arrivent à l'endroit où Carlton et Sexton ont disparu et y trouvent une tombe. Un villageois qui passait par là leur dit que sa tribu a trouvé un homme blanc et l'a amené au village, ils s'y rendent alors et y trouvent Sexton, débraillé et ayant perdu l'esprit, qui ne reconnaît même pas Jane. Ils continuent leur périple, mais sont encerclés par des membres de la tribu Warush, qui les escortent vers leur village. Dans la confusion, Ali, un des porteurs, arrive à s'échapper. Au village, Robert dit au chef, traduit par Pasha, que le chemin de fer apportera la prospérité à l'Afrique en facilitant le commerce. Le chef demande alors de démontrer son pouvoir. Robert endort alors le sorcier avec du chloroforme, puis le réveille en l'aspergeant d'eau. Impressionné le chef donne alors à Robert dix guerriers pour l'accompagner. 
Pendant ce temps, Gunther s'est aussi rendu dans le veld pour travailler sur son chemin de fer. Lorsque Ben Ahmed arrive et lui dit que Robert a réussi à passer à travers le pays Warush, Gunther part avec ses hommes pour tendre une embuscade à l'expédition de Robert. Ben Ahmed reste au campement ; peu après ses hommes trouvent Ali, presque mort de soif. Ali prévient Ben Ahmed que Pasha accompagne Robert, Ben Ahmed le fait tuer puis tente de rattraper Gunther avant que Pasha soit blessé. Lorsque Gunther et ses hommes ouvrent le feu, Robert et son groupe se mettent à l'abri. Lorsque Ben Ahmed arrive et ordonne à Gunther de cesser le feu, ce dernier lui tire dessus. S'ensuit une bataille au cours de laquelle Gunther est tué et ses hommes défaits. Robert emmène alors Pasha voir son père mourant, et celui-ci admet ses torts et confie le jeune homme à Robert.

## Fiche technique
- Titre original : Killers of Kilimanjaro
- Titre français : Les Aventuriers du Kilimandjaro
- Réalisateur : Richard Thorpe
- Scénario : Richard Maibaum, John Gilling, d'après le roman African Bush Adventures de J.A. Hunter et Daniel P. Mannix
- Direction artistique : Ray Simm
- Costumes : Elsa Fennell
- Photographie : Ted Moore, assisté d'Ernest Day (cadreur)
- Son : Bert Ross
- Montage : Geoffrey Foot
- Musique : William Alwyn
- Producteurs : John Sloane, John Workman, Fred Gunn, Eva Monley
- Producteurs exécutifs : Irving Allen, Albert R. Broccoli
- Société de production : Warwick Film Productions
- Société de distribution : Columbia Pictures Corporation
- Pays de production :  Royaume-Uni
- langue originale : anglais
- Format : couleur (Technicolor)[1] (Eastmancolor)[2] — 35 mm — 2,35:1 (CinemaScope) —  son Mono (Westrex)
- Genre : Film d'aventure
- Durée : 91 minutes
- Dates de sortie :
  - États-Unis : 6 avril 1960
  - Royaume-Uni : 24 septembre 1959
  - France : 1er octobre 1959
- Affiche : Jean Mascii (France)

## Distribution
- Robert Taylor (VF : Marc Valbel) : Robert Adamson
- Anne Aubrey (VF : Thérèse Rigaut) : Jane Carlton
- Anthony Newley (VF : Claude Nicot) : "Hooky"
- Grégoire Aslan (VF : lui-même) : Ben Ahmed
- John Dimech : Pasha
- Martin Benson (VF : Henry Djanik) : Ali
- Martin Boddey : Gunther
- Donald Pleasence (VF : René Blancard) : le capitaine
- Allan Cuthbertson (VF : Serge Lhorca) : Sexton
- Anthony Jacobs (VF : Albert de Médina) : Mustapha
- Orlando Martins : le chef Warush
- Earl Cameron : le sorcier
- Harry Baird : Boraga

## Autour du film
- Killers of Kilimanjaro est vaguement basé sur une histoire vraie : deux lions tuèrent près de 130 ouvriers près d'un chantier en Afrique, à la fin du XIXe siècle. Les dépouilles des mangeurs-d'hommes sont toujours conservées au Field Museum de Chicago, Illinois. En 1996, Stephen Hopkins réalisera L'Ombre et la Proie (The Ghost and the Darkness), plus proche des réels évènements.

## Réception critique
« Peu de chose à dire de ce film, destiné à un public peu exigeant, auquel sera projetée la version doublée au cours de laquelle il aura la satisfaction d'entendre et de comprendre les porteurs s'entretenant en "petit nègre"... ce qui empêchera peut-être que l'on n'aperçoive sur les quais de Mombasa, à la fin du siècle dernier... des milliers de fûts d'essence »

— Répertoire Général des Films 1960